# Gilbert Elliot-Murray-Kynynmound
Gilbert Elliot-Murray-Kynynmound, 1.er conde de Minto, PC, FRSE (23 de abril de 1751 – 21 de junio de 1814), conocido como Sir Gilbert Elliott, 4.º Baronet hasta 1797, y como Lord Minto desde 1797 hasta 1813, fue un diplomático y político británico que ocupó un escaño en la Cámara de los Comunes entre 1776 y 1795. Fue virrey del efímero Reino anglo-corso entre 1794 y 1796 y posteriormente ejerció como Gobernador General de la India entre julio de 1807 y 1813.

## Orígenes y educación
Minto nació en Edimburgo, siendo el hijo mayor de Sir Gilbert Elliot, 3.º Baronet, y de Agnes, hija de Hugh Dalrymple-Murray-Kynynmound, una rica heredera. Fue sobrino del oficial naval John Elliot, gobernador de Terranova, de Andrew Elliot, el 41.º gobernador colonial de Nueva York, y de la poetisa Jean Elliot.
Su hermano menor era el futuro diplomático Hugh Elliot, y su sobrino Charles Elliot. En 1763, él y su hermano Hugh fueron enviados a París, donde sus estudios fueron supervisados por el filósofo escocés David Hume, a través del cual trabaron amistad con Honoré Mirabeau. Pasó los inviernos de 1766 y 1767 en la Universidad de Edimburgo antes de ingresar en Christ Church, Oxford. Al terminar sus estudios universitarios, fue admitido en el colegio de abogados.

## Carrera
En 1776, Minto entró en el Parlamento del Reino Unido como miembro independiente del Partido Whig, representando Morpeth. Se hizo amigo de Edmund Burke y le ayudó en sus ataques contra Warren Hastings y Sir Elijah Impey. Fue dos veces candidato sin éxito para el cargo de presidente de la Cámara de los Comunes, en las elecciones de enero de 1789 y junio de 1789.
En 1793, fue nombrado Comisionado Civil para Dunkerque, que en ese momento estaba bajo el Sitio de Dunkerque (1793) por las fuerzas de la Guerra de la Primera Coalición. Sin embargo, el sitio fracasó y su nombramiento no tuvo efecto práctico. Posteriormente, se le concedió un cargo similar en Tolón, pero esta misión también fracasó.
Ese mismo año, prestó juramento en el Consejo Privado del Reino Unido y en 1794 fue nombrado virrey del efímero Reino anglo-corso. En 1797, al ser heredero de su acaudalado abuelo materno, adoptó los apellidos adicionales de Murray y Kynynmound, y fue nombrado Barón Minto, de Minto en el condado de Roxburgh. Entre 1799 y 1801, fue embajador británico en Austria y, tras ejercer durante unos meses como Presidente de la Junta de Control, fue nombrado Gobernador General de la India a finales de 1806, cargo que asumió el 31 de julio de 1807.
El distrito de Minto en Nueva Gales del Sur, Australia, (actualmente un suburbio de Sídney) fue nombrado en su honor en 1809. En 1810, solicitó con éxito la liberación del navegante británico, Matthew Flinders, de su encarcelamiento de seis años en Isla de Francia (Mauricio). Gobernó la India hasta 1813, durante el cual expandió la presencia británica en la zona hacia las Molucas, Java y otras posesiones holandesas en las Indias Orientales durante las Guerras Napoleónicas. En 1813, fue nombrado Vizconde Melgund, de Melgund en el condado de Forfar, y Conde de Minto, de Minto en el condado de Roxburgh. 

## Familia
Minto se casó en 1777 con Anna Maria Amyand (26 de marzo de 1752 – 8 de marzo de 1829), hija de Sir George Amyand, 1st Baronet y cuñada de Lord Malmesbury
Tuvieron varios hijos:
- Anna Maria (m. 18 Oct. 1855)
- Harry Mary Frances (m. Julio 1825).
- Gilbert, segundo conde de Minto
- Almirante Sir George Elliot
- Hon. John Elliot (b. 1788, d. 1862), político.
- Catherine Sarah (circa 1798-25 de junio de 1862).

Lord Minto murió en Stevenage, Hertfordshire, el 21 de junio de 1814, a los 63 años, y fue enterrado en la Abadía de Westminster, junto con su hermano Hugh. Su epitafio dice:

Gilbert Elliot, Conde de Minto, hijo mayor de Sir Gilbert Elliot, Baronet. Nacido el 23 de abril de 1751, virrey de Córcega en 1794, Enviado Extraordinario en Viena en 1779, Presidente de la Junta de Control en 1806, Gobernador General de la India entre 1806-1813, creado Barón Minto de Minto, Vizconde Melgund y Conde de Minto. Fallecido el 21 de junio de 1814.

Fue sucedido en sus títulos por su hijo mayor, Gilbert.